# マーチャントブレインズ投資顧問
マーチャントブレインズ投資顧問株式会社（マーチャントブレインズとうしこもん、英文名：Merchant Brains Investment Adv.）は、日本の独立系投資顧問会社。

## 概要
オンラインでの配信を主とした投資助言業務を行っている業者である。分析者・助言者は、代表取締役である福土 知厚とBコミ（坂本慎太郎）が行っている。取扱商品は株式のみで、為替（FX）や日経225先物などの取り扱いはなく、サービスは全て会員制で提供されている。

## 沿革
- 2016年
  - 4月15日　東京都千代田区に投資助言・代理業登録を目的として「マーチャントブレインズ投資顧問株式会社」を設立。
  - 9月14日　金融商品取引業者として「関東財務局長（金商）第2950号」[1]登録。
  - 11月15日　運営サイト「KABU EVANGELIST」サービス開始。
  - 11月16日　ラジオNIKKEI第1にて「実践!投資の女神 注目銘柄分析」番組提供開始。
- 2017年
  - 4月21日　東京都中央区八重洲に本社移転。
- 2019年
  - 8月1日　資本金を8,000,000円に増資。
  - 8月1日　東京都港区西新橋に本社移転。
- 2022年
  - 11月11日　代表取締役変更 - 新任代表取締役社長 福土 知厚
  - 　Bコミ（坂本慎太郎）[2]が分析者・投資判断者および助言者に就任。